# 関西鉄道
関西鉄道（關西鐵道。かんせいてつどう、かんさいてつどう）は、明治時代に存在した鉄道会社。大阪府中東部・京都府・三重県・奈良県と滋賀県・和歌山県に路線を展開した。1907年に鉄道国有法により政府に買収された。
現在JR東海・JR西日本が保有する関西本線・草津線・片町線・紀勢本線・桜井線・和歌山線・奈良線・大阪環状線の前身である。本社は三重県四日市市にあったが後に事務所は大阪に移転した。
官営鉄道（官鉄）東海道線のルートから外れた三重県・滋賀県の旧東海道沿いの地域を東海道線と連絡する目的で開業したが、周辺鉄道会社を合併することで路線規模を広げ、名古屋 - 大阪間の独自直通ルート開設を実現した。東海道線との間で壮絶な旅客獲得競争を繰り広げたことが後世まで有名になっている（後述）。
旅客サービスや車両技術において先進的な試みを行ったことでも知られるが、この背景として、日本の鉄道技術の先駆者と言われる島安次郎が初期に技師として同社に在職していたことがあげられる。

## 社名
関西鉄道の『関西』の読みは「かんせい」または「かんさい」の二例が確認されている。関西鉄道運輸課が発行したポストカードにはKANSAIの文字が見られる一方、旧交通博物館所蔵の関西鉄道の文書にカンセイテツドウという片仮名の文字があるなど、当事者作成の書類でさえ表記に揺れがあった。
関西鉄道が保有した機関車の先頭部に取り付けられた車番のプレートには「KANSEI RAILWAY COMPANY」と記され、図面もKANSEIで統一されていた。一方、『日本鉄道一覧表』（内務省鉄道庁、1892年）には「KWANSAI RAILWAY COMPANY」と記載されている（字音仮名遣により「か（ka）」を「くゎ（kwa）」とする表記も当時は見られ、『日本鉄道一覧表』の英文表記もそれにあたる）。

## 沿革

### 設立から名阪全通

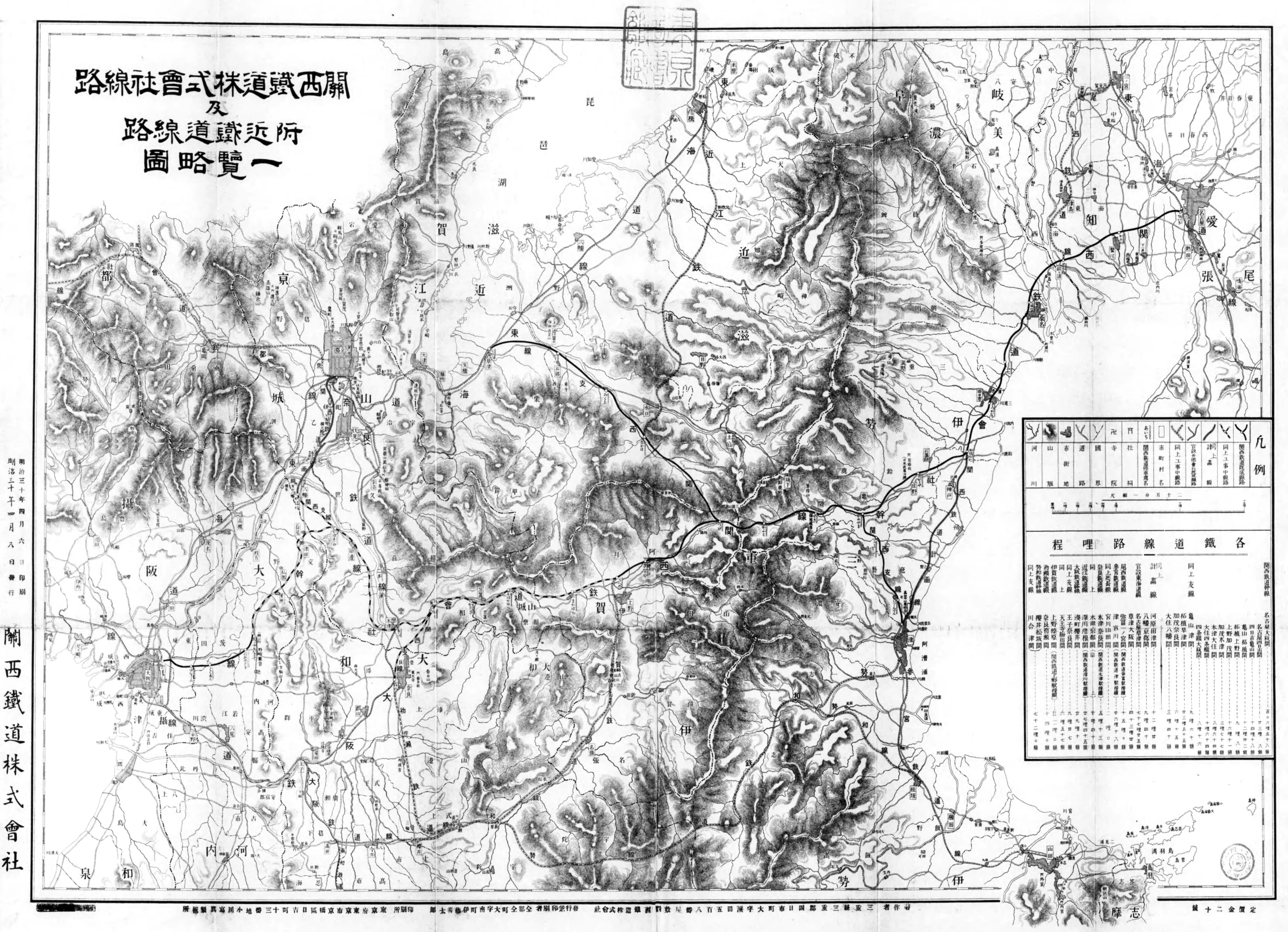
関西鉄道 1897年の路線図

1888年、官設鉄道の経路から外れた東海道沿いの滋賀、三重県下の都市を東海道線に結ぶ目的で四日市で設立された。1895年、当初の目標であった名古屋駅と草津駅を結ぶ鉄道が完成した後は大阪進出を目指して、大阪の複数の鉄道会社と合併交渉を開始した。
その後、路線を西へ奈良まで延長し、片町 - 四条畷を開業していた浪速鉄道および四条畷から木津方面の路線免許を持つ（未開業の）城河鉄道を合併して現在の片町線経由で名阪間を開通、1898年に大阪片町にターミナルを入手した。しかし、敷地の拡張が困難なため網島（廃止）に起点を移設した。さらに大阪鉄道 (初代)を合併し、湊町（現：JR難波駅）にターミナルを再度移転させた。これでJR難波駅から天王寺駅、奈良駅を経由する現在の路線が完成した。

### 官鉄との競争
名阪全通に伴い、官設鉄道との間でこの区間の旅客・貨物を巡る争奪戦が始まった。これは、関西鉄道を吸収した側の官鉄の正史ともいえる「日本鉄道史」にも紙幅を割いて触れられるほどであった。
関西鉄道は、昼行1往復・夜行1往復で料金不要の急行列車を設定した。新式の「早風（はやかぜ）」（後の国鉄6500形蒸気機関車）と名づけられた蒸気機関車を用いた急行は、同区間を昼行では下り5時間34分・上り5時間16分、夜行は下り6時間41分・上り6時間3分で走破した。この時、官鉄の下り急行列車は名古屋駅 - 大阪駅間において昼行が6時間4分、夜行が5時間20分で走破し、運賃も同額の1円21銭であったから、勝負はほぼ互角であった。
1900年（明治33年）の関西本線ルート（湊町駅 - 名古屋駅）完成後は昼行急行に関してはこちらのルートを通すようになった。しかし所要時間はこの時若干伸びた。その後、1902年（明治35年）には再び所要時間を短縮し、5時間弱の運転とした。急行列車には1904年（明治37年）より食堂車も連結されるようになった。
1902年（明治35年）8月1日、官鉄の同区間の片道運賃が1円77銭・往復運賃が2円30銭だったのに対して、関西鉄道が往復運賃を2円（片道は1円47銭）に値下げると、官鉄は同月6日に往復運賃を1円47銭に値下げし、往復運賃が片道運賃を下回るという事態になった。関西鉄道もすぐさま往復運賃を1円50銭に値下げし、団扇などといった小物のサービスを行うなどして競争は泥沼化して行った。
同年末に名古屋商業会議所の建議により大阪府知事、国会議員等の調停がなされ和解が成立したものの、翌年10月になって関西鉄道側が一方的に協定を破棄する形で競争が再開され、同鉄道は片道運賃を1円10銭・往復運賃を1円20銭とし弁当なども無料でサービスした。この競争は、1904年（明治37年）2月に日露戦争が勃発したことで輸送が軍需優先となったため、同年5月にようやく終結した。

### 近畿鉄道合同
合併によって近畿地方での存在感が高まるにつれ、周辺の私鉄が関西鉄道に合流する動きがでてきた。1904年に紀和鉄道が合併した後、同年に近畿鉄道合同委員会を設け南和鉄道、奈良鉄道が合流した。南海鉄道は委員会に加わったものの合流に至らなかった。

### 国有化
その後関西鉄道は、1906年（明治39年）公布の鉄道国有法により1907年（明治40年）10月1日に国有化された。路線299M16C（開業線280M72C、未開業線18M24C）機関車121、客車571、貨車1273が引き継がれた。一地方のみの路線であるので国有化を除外されたいとの請願書を出したが受け入れられなかった。
国有化直前、同社は主要幹線である湊町 - 奈良 - 七条（京都）間と、名古屋 - 河原田間および城東線（現：大阪環状線）の電化計画を立てて認可を受けていたが、これは国有化に当たって買収額を高くするための方策であったとする見方もある。電化は国有化後全く顧みられず、1914年（大正3年）以降に発展した大阪電気軌道・奈良電気鉄道・伊勢電気鉄道（何れも今日の近畿日本鉄道）の路線網に機能をとって代わられた。1973年（昭和48年）になってようやく関西本線の奈良 - 湊町間が電化され、現在では関西本線の亀山 - 加茂間以外は電化が完了している。

### 年表
特記なき項は『日本鉄道史』上篇・中篇による

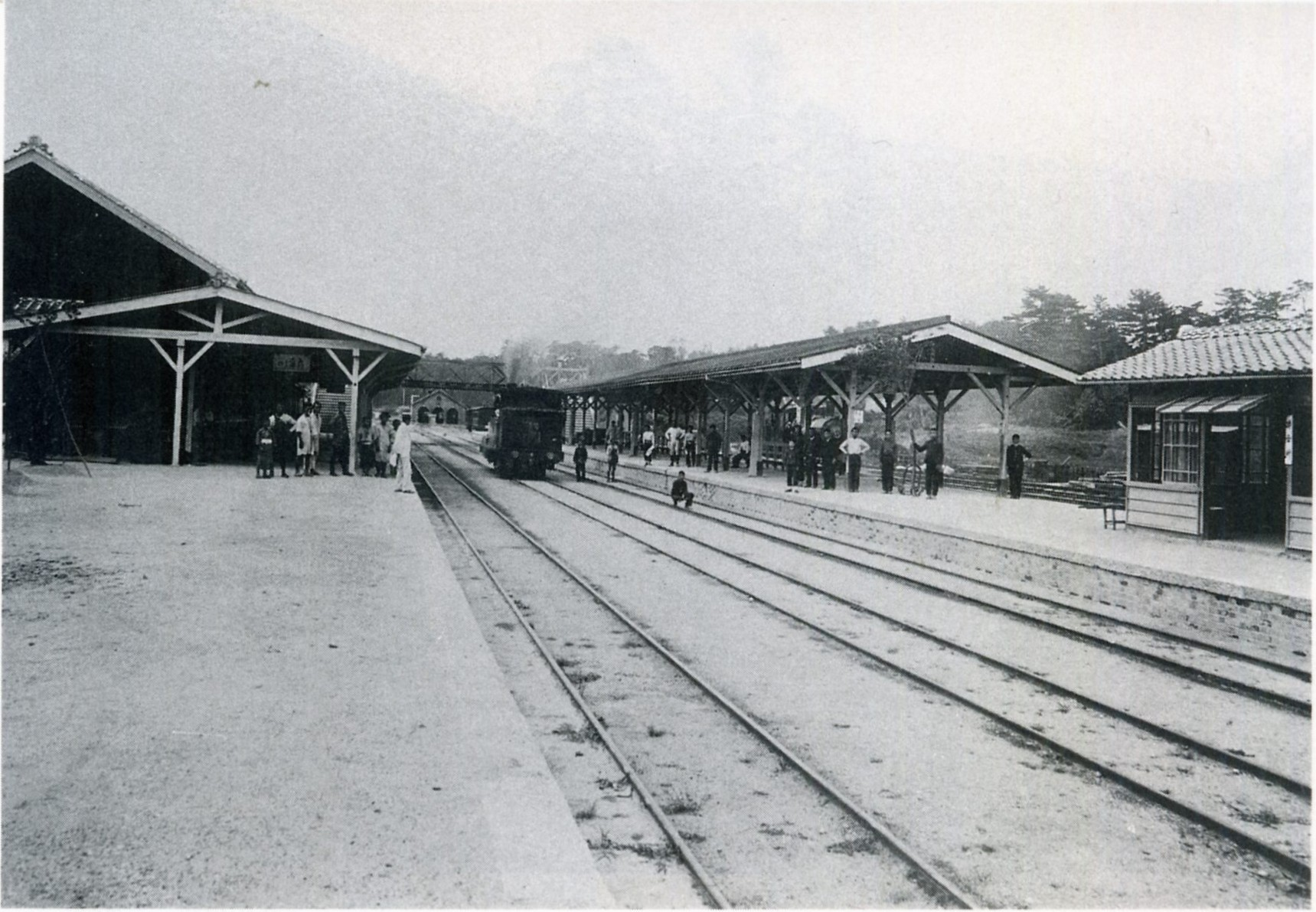
関西鉄道時代の柘植駅・1898年(明治31年)発行「関西参宮鉄道案内記」より

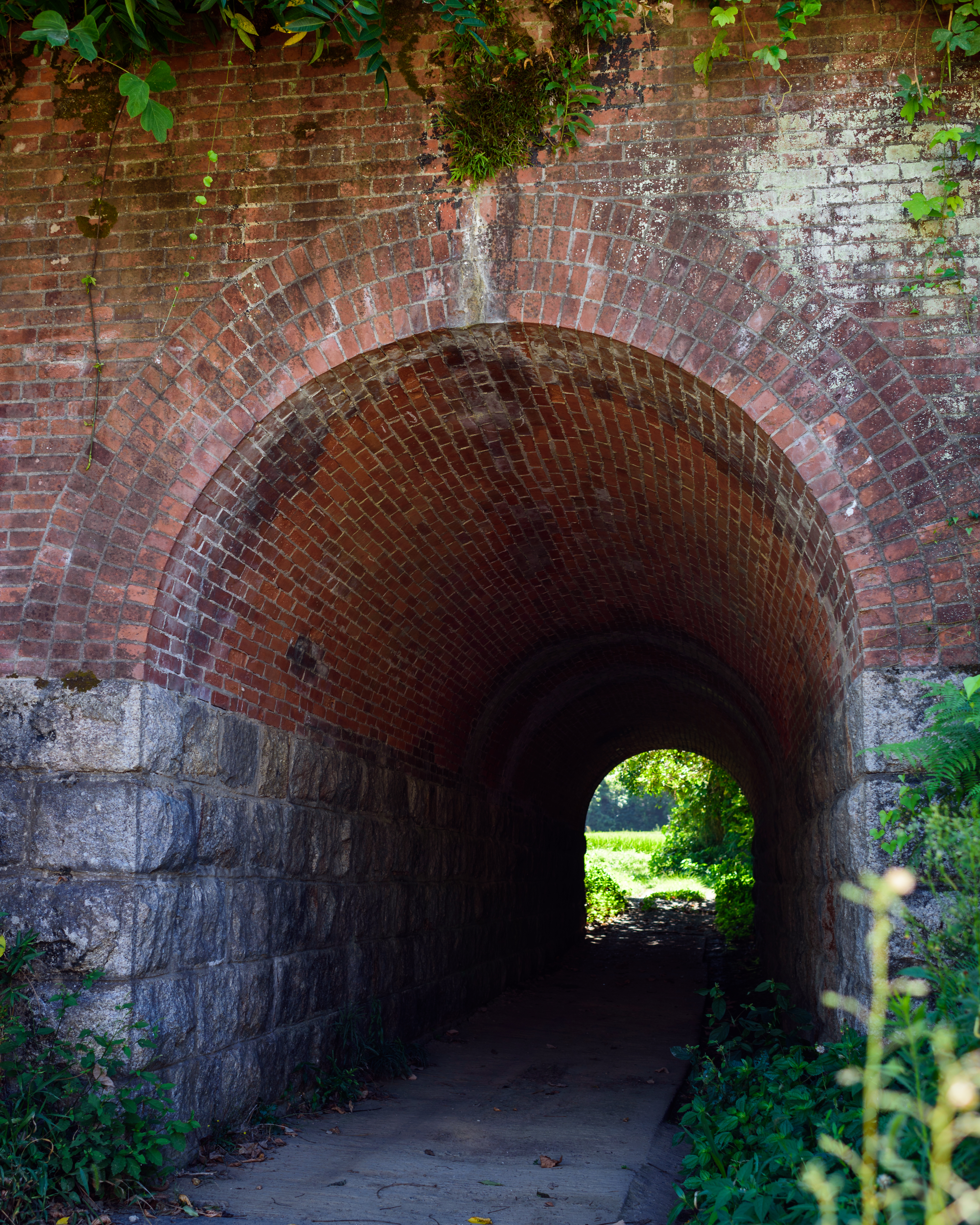
木津川市に残る大仏線の遺構・梶ヶ谷隧道

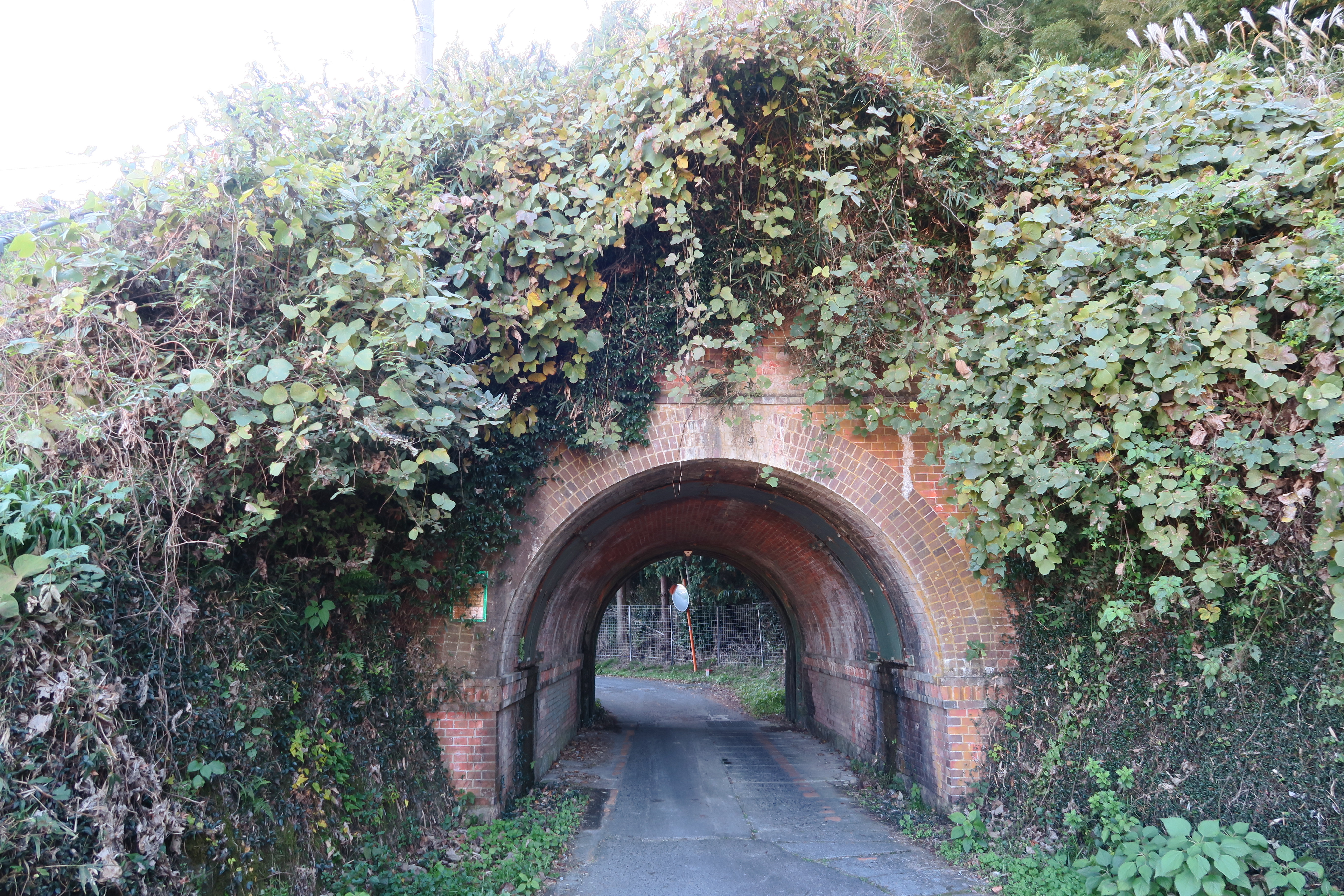
関西鉄道の社紋が残る草津線の国分橋梁（滋賀県甲賀市）

- 1888年（明治21年）3月1日：三重県四日市市に資本金300万円で設立が許可。
- 1889年（明治22年）12月15日：草津 - 三雲間開業[15][16]。
- 1890年（明治23年）
  - 2月19日：三雲 - 柘植間開通[17][18]、現在の草津線全通。
  - 12月25日：四日市 - 柘植間開業[19][20]。
- 1891年（明治24年）
  - 8月21日：亀山 - 一身田間開業[21]。
  - 11月4日：一身田 - 津間開業[22]。
- 1894年（明治27年）7月5日：四日市 - 桑名仮停車場間延伸開業[23]。
- 1895年（明治28年）
  - 5月24日：桑名仮停車場 - 桑名間延伸開業、および名古屋 - 前ヶ須間開業。
  - 11月7日：弥富 - 桑名間開業により草津 - 名古屋間全通。
- 1897年（明治30年）
  - 1月15日：柘植 - 上野（現：伊賀上野駅）間開業。
  - 2月9日：浪速鉄道を合併（片町 - 四条畷間）。
  - 11月11日：上野 - 加茂間開業。
- 1898年（明治31年）
  - 4月12日：四条畷 - 長尾間開業。
  - 4月19日：加茂 - 大仏間、通称大仏線または大仏鉄道開業。
  - 6月4日：新木津 - 四条畷間開業。
  - 9月16日：新木津 - 木津間開業。
  - 11月8日：放出 - 寝屋川間開業[24]。
  - 11月18日：加茂 - 新木津間[25]、寝屋川 - 網島間開業[24]。これにより名古屋 - 網島間全通、同経路で急行列車の運行開始。
- 1899年（明治32年）
  - 5月21日：大仏線大仏駅 - 奈良駅間開業、奈良駅へ乗り入れ。
  - 10月9日：鉄道敷設免許申請却下（綱島 - 島町間）[26]。
- 1900年（明治33年）
  - 5月19日：鉄道敷設免許申請却下（綱島 - 梅田間）[27]。
  - 6月6日：大阪鉄道譲受（湊町 - 奈良間、王寺 - 桜井間、天王寺 - 大阪間）。
- 1901年（明治34年）12月21日：網島 - 桜ノ宮間開業。
- 1903年（明治36年）1月5日：天王寺 - 博覧会間開業、貨物営業開始。3月1日旅客営業開始、8 - 9月に施設撤去。
- 1904年（明治37年）
  - 8月27日：紀和鉄道譲受（五条 - 和歌山間）。
  - 12月9日：南和鉄道譲受（高田 - 五条間）。
- 1905年（明治38年）2月8日：奈良鉄道譲受（七条 - 桜井間）。
- 1907年（明治40年）
  - 8月：大仏線廃線（1907年旅客駅廃止：貨物駅として存続）。
  - 8月21日：木津付近で経路変更、現在の形を構築。
  - 10月1日：鉄道国有法により国有化。

## 路線・駅一覧
- 1907年（明治40年）8月20日現在[28][29]。
- 線区区分は『日本鉄道史 中篇』（1921年）の巻末地図による[30]。

| 駅 | 接続路線 | 備考                                                                                |
| --- | --- | ----------------------------------------------------------------------------------- |
| 名古屋駅 - 愛知駅 - 蟹江駅 - 弥富駅 - 長島駅 - 桑名駅 - 富田駅 - 富田浜臨時仮停車場 - 四日市駅 - 河原田駅 - 加佐登駅 - 亀山駅 - 関駅 - 加太駅 - 柘植駅 - 佐那具駅 - 上野駅 - 島ケ原駅 - 大河原駅 - 笠置駅 - 加茂駅 - 大仏駅 - 奈良駅 - 郡山駅 - 法隆寺駅 - 王寺駅 - 柏原駅 - 八尾駅 - 平野駅 - 天王寺駅 - 今宮駅 - 湊町駅 | 自社線乗換：亀山、柘植、加茂、奈良、王寺、天王寺 帝国鉄道庁（東海道線）：名古屋 名古屋電気鉄道（栄町線）：名古屋（笹島電停） 尾西鉄道：弥富 河南鉄道：柏原 南海鉄道（天王寺支線）：天王寺 大阪電気鉄道：天王寺 | 奈良 - 湊町間は旧・大阪鉄道 加茂 - 大仏 - 奈良間は1907年8月21日廃止、木津経由に変更 |

路線網（1907年8月20日）

| 柘植駅 - 大原駅 - 深川駅 - 貴生川駅 - 三雲駅 - 石部駅 - 草津駅 | 自社線乗換：柘植 近江鉄道（本線）：貴生川 帝国鉄道庁（東海道線）：草津 |  |

| 亀山駅 - 下庄駅 - 一身田駅 - 津駅 | 自社線乗換：亀山 参宮鉄道：津 |  |

| 加茂駅 - 新木津駅 - 祝園駅 - 田辺駅 - 長尾駅 - 津田駅 - 星田駅 - 四条畷駅 - 野崎仮停車場 - 住道駅 - 徳庵駅 - 放出駅 - 寝屋川聯絡所 - 網島駅 - 桜ノ宮駅 | 自社線乗換：加茂、新木津、放出、桜ノ宮 | 寝屋川（聯） - 四条畷間は旧・浪速鉄道 加茂 - 新木津間は1907年8月21日廃止、木津経由に変更 |

| 七条駅 - 東寺仮停車場 - 伏見駅 - 桃山駅 - 木幡駅 - 宇治駅 - 新田駅 - 長池駅 - 玉水駅 - 棚倉駅 - 上狛駅 - 木津駅 - 奈良駅 - 京終駅 - 帯解駅 - 櫟本駅 - 丹波市駅 - 柳本駅 - 三輪駅 - 桜井駅 | 自社線乗換：木津、奈良、桜井 帝国鉄道庁（東海道線、旧京都鉄道線）：七条（京都駅） | 旧・奈良鉄道 |

| 大阪駅 - 天満駅 - 桜ノ宮駅 - 京橋駅 - 玉造駅 - 桃谷駅 - 天王寺駅 | 自社線乗換：桜ノ宮、天王寺 帝国鉄道庁（東海道線、旧西成鉄道線）：大阪 阪神電気鉄道（本線）：大阪（梅田駅） 南海鉄道（天王寺支線）：天王寺 大阪電気鉄道：天王寺 | 旧・大阪鉄道 |

| 放出駅 - 寝屋川聯絡所 - 片町駅 | 自社線乗換：放出 | 旧・浪速鉄道 |

| 王寺駅 - 下田駅 - 高田駅 - 畝傍駅 - 桜井駅 | 自社線乗換：王寺、高田、桜井 | 旧・大阪鉄道 |

| 高田駅 - 新庄駅 - 御所駅 - 壺阪駅 - 吉野口駅 - 北宇智駅 - 五条駅 - 二見駅 - 隅田駅 - 橋本駅 - 高野口駅 - 妙寺駅 - 笠田駅 - 名手駅 - 粉河駅 - 長田臨時停車場 - 打田駅 - 岩出駅 - 船戸駅 - 布施屋駅 - 田井ノ瀬駅 - 和歌山駅 | 自社線乗換：高田 | 高田 - 五条間は旧・南和鉄道 五条 - 和歌山間は旧・紀和鉄道 |

| 和歌山駅 - 南海聯絡点 | （南海鉄道和歌山市駅に乗入れ） | 旧・紀和鉄道 |

| 二見駅 - 川端駅 | 自社線接続：二見 | 旧・南和鉄道 |

| 新木津駅 - 木津駅 | 自社線乗換：木津、新木津 | 1907年8月21日より営業再開 |

## 車両

### 蒸気機関車
関西鉄道の蒸気機関車の形式は、原則として同形機の最初の番号を採ったが、形式ごとに日本語によるクラス名が付けられており、特色となっていた。駿馬の名など古典文学に多く由来しており、特に磨墨・池月は平家物語に登場し、宇治川の合戦の先陣争いで知られた源頼朝の愛馬から採られている。
形式1 - 1, 2
英ダブス社製0-6-0 (C) 形タンク機 - 1900年上武鉄道、七尾鉄道に譲渡
国有化後1270形
形式3・池月（いけづき・第1種） - 3-8, 11-13, 26-29
英ダブス社製2-4-2 (1B1) 形タンク機
鉄道院500形
形式9・飛龍（ひりょう） - 9, 10
英ダブス社製4-4-0 (2B) 形テンダ機
鉄道院5450形
形式14・雷（いかずち） - 14-16, 78, 79
英ダブス社製0-6-2 (C1) 形タンク機
鉄道院2100形
形式17・望月（もちづき） - 17-20
米ボールドウィン社製0-6-0 (C) 形タンク機
旧浪速鉄道1-4
鉄道院1000形
形式21・磨墨（するすみ） - 21, 22, 46-51, 74-77
英ナスミス・ウィルソン社製2-4-2 (1B1) 形タンク機
鉄道院870形
形式23・鬼鹿毛（おにかげ） - 23-25
米ブルックス社製2-6-0 (1C) 形テンダ機
鉄道院7650形
形式30・電光（いなずま） - 30-39, 122, 123
英ダブス社製2-6-0 (1C) 形テンダ機
鉄道院7850形
形式40・早風（はやかぜ） - 40-45, 107-109
米ピッツバーグ社製4-4-0 (2B) 形テンダ機
鉄道院6500形
形式3・池月（第2種） - 52-56
英ダブス社製2-4-2 (1B1) 形タンク機
旧大阪鉄道1-5
鉄道院500形
形式57・駒月（こまづき） - 57, 58
英ダブス社製2-4-2 (1B1) 形タンク機
旧大阪鉄道6, 7
鉄道院220形
形式3・池月（第3種） - 59-68
英バルカン・ファウンドリー社製2-4-2 (1B1) 形タンク機
旧大阪鉄道8-17
鉄道院700形
形式3・池月（第3種） - 69-71
英ナスミス・ウィルソン社製2-4-2 (1B1) 形タンク機
旧大阪鉄道18-20
鉄道院600形
形式80・小鷹（こたか） - 80, 81
独クラウス社製0-4-0 (B) 形タンク機
旧九州鉄道29, 33→紀和鉄道A2形5, 6
鉄道院10形 (10, 11)
形式82・友鶴（ともづる） - 82-85
米ブルックス社製2-4-2 (1B1) 形タンク機
旧紀和鉄道A1形1-4
鉄道院450形
形式86・隼（はやぶさ） - 86
米ボールドウィン社製0-6-0 (C) 形タンク機
旧紀和鉄道B2形7
鉄道院1180形
形式87・鵯（ひよどり） - 87
米ボールドウィン社製0-6-0 (C) 形タンク機
旧紀和鉄道B3形8
鉄道院1370形
形式88・千早（ちはや） - 88-92
英ダブス社製0-6-0 (C) 形タンク機
旧南和鉄道1-5
鉄道院1480形
形式93・春日（かすが） - 93-97
米ボールドウィン社製2-6-2 (1C1) 形タンク機
旧奈良鉄道1-5
鉄道院3030形
形式98・三笠（みかさ） - 98-104
SLM製2-6-0 (1C) 形タンク機
旧奈良鉄道6-12
鉄道院2800形
形式14・雷 - 105, 106
米ボールドウィン社製0-6-2 (C1) 形タンク機
鉄道院2500形
形式110・追風（おいかぜ） - 110-121
米アメリカン・ロコモティブ社ピッツバーグ工場製4-4-0 (2B) 形テンダ機
鉄道院6000形

## その他
- 客車の窓下に等級識別の「帯」を塗装する手法（一等車を白、二等車を青、三等車を赤）は、関西鉄道が最初に導入したものである。旅客にも一目で等級を区別でき、便利なことから、国有化後に広く採用されるに至った[31]。
- また駅名標によく併設されている「駅周辺名所観光案内」も、1893年（明治26年）に関西鉄道が考案したといわれる[32][33]。
- 草津線貴生川 - 三雲間の国分橋梁（アーチ橋）に関西鉄道の社紋が現役の構造物で残る[34]。
- 草津線甲南 - 貴生川間沿線の八坂神社に、関西鉄道の開通の様子を描いた奉納絵馬（通常非公開）がある。絵馬には敷設関係者や汽車、客車の姿が描かれている[35]。